# 梅普尔斯维尔 (阿拉巴马州)
梅普尔斯维尔（英文：Maplesville），是美国阿拉巴马州下属的一座城市。面积约为3.27平方英里（约合8.47平方公里）。根据2010年美国人口普查，该市有人口708人，人口密度为216.51/平方英里（约合83.59/平方公里）。